# Joan Allen
Joan Allen (Rochelle, Illinois, Estats Units, 20 d'agost de 1956) és una actriu estatunidenca. Ha treballat en el teatre, la televisió i el cinema. Va guanyar un premi Tony el 1989. Ha rebut tres nominacions als oscars.

## Biografia
Joan Allen va néixer el 20 d'agost de 1956 a Rochelle, Illinois. És la petita de quatre fills. Mostra ser una alumna brillant a la Rochelle Township High School; el 1976, aconsegueix la seva diplomatura a la Northern Illinois University, on va conèixer John Malkovich, que la va convidar a anar a Chicago per sumar-se a la Stteppenwolf Theatre Company amb la qual Joan va estrenar And a Nightingale. L'èxit de públic li va permetre accedir a unes produccions dirigides per Wallace Shawn. El 1985, any en el qual va debutar en la televisió amb la sèrie Evergreen, Joan va participar en The Marriage of Bette and Bo. Francis Ford Coppola, en Peggy Sue es va casar (1986), li va donar la seva primera oportunitat en el cinema.
Satisfet amb el treball de l'actriu, Coppola li va encomanar el paper de Vera Tucker en Tucker: un home i el seu somni (1988), pel·lícula amb la qual va quedar confinada durant anys a l'estereotip de la bona esposa, capaç de sostenir les regnes de la família. Jeff Bridges hi va encarnar el seu marit. A mitjans d'aquell any, Joan es va casar amb Peter Friedman.
Llavors, Joan era una figura de l'escena de Broadway. Havia guanyat el Premi Tony amb Burn This (1987), optant a l'any següent al premi per The Heide Chronicles, en què va defensar una paper verídic en els antípodes de la seva imatge cinematogràfica: Heidi Holland.
Durant uns anys, va participar en cintes com A la recerca de Bobby Fisher (1993) i Amor boig (1994). El 1995 Oliver Stone li va propiciar una oportunitat de lluïment en Nixon, en la qual Joan va caracteritzar Pat Nixon com una dona manipuladora, freda i distant que tenia sota les seves ordres el seu marit. Joan va rebre una candidatura als premis del Sindicat d'Actors i a l'Oscar a la millor Secundària.
A l'any següent, va repetir per la seva interpretació d'Elizabeth Proctor, una dona embarassada que, en defensar l'honor del seu marit, el condemna involuntàriament a mort, en El gresol, adaptació de Les bruixes de Salem, peça teatral d'Arthur Miller contra el mccarthysme i que contenia un soterrat discurs sobre la importància de dir la veritat.
El 1997, va accedir al seu primer paper protagonista en La tempesta de gel, en la qual es va posar en la pell d'Elena Hood, una dona insatisfeta d'un marit infidel (Ben: Kevin Kline), uns fills (Paul i Wendy: Tobey Maguire i Christina Ricci) que no li fan cas, cleptòmana i que és incapaç de venjar-se de la seva traïció, per més que decideixi donar fi a la relació conjugal. Joan va completar l'any amb una intervenció en Cara a cara.
El 1998, va tornar a coincidir amb Tobey Maguire en Pleasantville, en la qual de nou va defensar el paper d'una aplicada mestressa de casa anomenada Bety Parker, els fills de la qual (David i Jennifer: Maguire i Reese Witherspoon) la treuen de la seva total ignorància sobre els plaers del sexe -incloent-hi la masturbació- i que s'atreveix a subvertir l'ordre mccarthysta i rígid de la comunitat en iniciar una relació amb Mr. Johnson Jeff Daniels. Diverses associacions de crítics la premien pel seu treball, però Joan per molt pocs vots no va aconseguir figurar entre les candidates a l'Oscar.
En transgredir el seu rol habitual, Joan va començar a accedir a un altre tipus de papers, com el que va representar en Candidata al poder, en què va tornar a mesurar-se amb Jeff Bridges i Christian Slater. La senadora Laine Hanson va suposar una ocasió especial de promoció per a Joan, ja que el seu personatge era una política independent, jutjada pel seu passat presumptament amoral i per haver canviat de files en defensar el dret a l'avortament, però que també havia comès errors en la seva vida com trair la seva millor amiga amb el seu marit. Finalment, Laine Hanson vencia els seus oponents i es feia amb el càrrec de vicepresidenta del país. Joan va obtenir una candidatura a l'Oscar a la millor actriu.
Des de llavors, Joan es va convertir en una secundària de luxe en films comercials com El mite de Bourne, en què exercia el paper de membre de la CIA i protagonista de cintes minoritàries com El quadern de Noah, Yes i Més enllà de l'odi.

## Filmografia
Les seves pel·lícules més destacades són:
- 1983: Say Goodnight, Gracie (TV)
- 1985: Evergreen (fulletó TV): Iris Friedman
- 1985: Compromising Positions: Mary Alice Mahoney
- 1986: Zeisters: Lala
- 1986: All My Sons (TV): Ann Deever
- 1986: Manhunter: Reba McClane
- 1986: Peggy Sue es va casar (Peggy Sue Got Married): Maddy Nagle
- 1987: The Room Upstairs (TV): Ellie
- 1988: Tucker: l'home i el seu somni (Tucker: The Man and His Dream): Vera Tucker (Fuqua)
- 1989: Records de guerra (In Country): Irene
- 1991: Without Warning: The James Brady Story (TV): Sarah Brady
- 1993: Ethan Frome: Zenobia Frome (Zeena)
- 1993: Searching for Bobby Fischer: Bonnie Waitzkin
- 1993: Josh i Sam (Josh and S.A.M.): Caroline Whitney
- 1995: Mad Love: Margaret Roberts
- 1995: Nixon: Pat Nixon
- 1996: The Crucible de Nicholas Hytner
- 1997: The Ice Storm: Elena Hood
- 1997: Face/Off: Dra. Eve Archer
- 1998: Pleasantville: Betty Parker
- 1999: It's The Rage de James D. Stern i Keith Reddin: Helen
- 2000: When the Sky Falls: Sinead Hamilton
- 2000: Candidata al poder (The Contender): senadora Laine Hanson
- 2001: The Mists of Avalon (fulletó TV): Morgause
- 2003: Off the Map: Arlene
- 2004: The Notebook: Anne Hamilton
- 2004: The Bourne Supremacy: Pamela Landy
- 2004: Yes: She
- 2005: Més enllà de l'odi: Terry Wolfmeyer
- 2008: Death race: Hennessey
- 2009: Sempre al teu costat, Hachiko (Hachi: A Dog's Tale): Cate Wilson
- 2012: The Bourne Legacy: Pamela Landy
- 2014: A Good Marriage: Darcy Anderson
- 2015: Room: Nancy Newsome

## Teatre

### Steppenwolf Theatre Company
- Burn This
- The Heidi Chronicles
- The Crucible and Nixon
- The Contender
- Three Sisters
- Waiting For The Parade
- Love Letters
- The Marriage of Bette and Boo
- (And a Nightingale Sang...)
- Nixon and Pleasantville
- The Upside of Anger

## Premis i nominacions

### Premis
- 1999. Premi Saturn al millor segon paper femení per Pleasantville

### Nominacions
- 1996. BAFTA a la millor actriu secundària per Nixon
- 1996. Oscar a la millor actriu secundària per Nixon
- 1997. Oscar a la millor actriu secundària per The Crucible
- 1997. Globus d'Or a la millor actriu secundària per The Crucible
- 2001. Oscar a la millor actriu per Candidata al poder
- 2001. Globus d'Or a la millor actriu dramàtica per Candidata al poder
- 2002. Primetime Emmy a la millor actriu secundària en minisèrie o telefilm per The Mists of Avalon
- 2010. Globus d'Or a la millor actriu en minisèrie o telefilm per Georgia O'Keeffe
- 2010. Primetime Emmy al millor telefilm per Georgia O'Keeffe
- 2010. Primetime Emmy a la millor actriu en minisèrie o telefilm per Georgia O'Keeffe